# Gran Tablazo de Ica
El Tablazo de Ica es una terraza marina de formación epirogénica en la costa sur-central del Perú que se extiende entre los cauces de los ríos Pisco e Ica y el océano Pacífico, con una elevación máxima de 800 m s. n. m.

## Formación
Está conformado por rocas sedimentarias de origen marino. En esta zona se encuentra una gran cantidad de roca fosfatada variedad apatita además de tener zonas de gran importancia paleontológica, como Correviento, La Bruja, Cerro Ballena, Cerro Blanco, Ullujaya (Samaca), Bajada del Diablo, entre otras.